# Luís Cristóvão dos Santos
Luís Cristóvão dos Santos (Pesqueira, 25 de diciembre de 1916 - Recife, 30 de junio de 1997) fue un escritor, sociólogo, antropólogo, folclorista y periodista brasileño, cuya obra de ficción y de investigación estuvo dedicada a la región nordestina del Sertón brasileño. Fue el autor de Caminhos do Pajeú y Caminhos do Sertão. También era conocido por los seudónimos Ziul y Pajeú.

## Biografía
Natural de Pesqueira, en su niñez su familia se trasladó a Custódia, Pernambuco. En 1944 se graduó en Ciencias Jurídicas en la Facultad de Derecho de Recife y ocupó cargos públicos a nivel federal y estatal. También se dedicó al periodismo en varios medios (A Voz do Sertão, Gazeta do Pajeú, Diario de Pernambuco y Jornal do Commercio).
Contribuyó a la elaboración de varios libros, documentales, reportajes y películas sobre el Sertón brasileño, el río Pajeú y la microrregión del Pajeú. Sus trabajos de ficción y ensayísticos versaron sobre las costumbres, la historia y la geografía de la región.
Fue miembro de la Academia de las Artes de Pernambuco. Dos veces recibió el Premio Othon Bezerra de Melo de la Academia Pernambucana de Letras, por Caminhos de Pajeú (1955, con prólogo de José Lins do Rego) y por Caminhos do Sertão (1970, prólogo de Mauro Mota). También le fue otorgada la Medalla al Mérito de la Fundación Joaquim Nabuco por su contribución a la cultura brasileña. 

## Obras
- Hino ao Sertão (1937)
- Adolescência (1950)
- Bilhetes do Sertão (1950)
- Padre Cottart - Um vigário do Pajeú (1953)
- Carlos Frederico Xavier de Brito - O Bandeirante da Goiaba (1953)
- Frei Damião - O Missionário dos Sertões (1953)
- Caminhos do Pajeú (1954)
- Brasil de Chapéu de Couro (1956)
- Caminhos do Sertão (1970)
- Chão de Infância (1983)
- Um Chefe Político do Sertão do Pageú
- Flores Para Dona Carlinda
- Arco Verde
- Paisagem Humana do Pajeú (inconclusa)